# Ropica indica
Ropica indica là một loài bọ cánh cứng trong họ Cerambycidae.